# Martin Gramminger
Martin Gramminger (* 22. November 1926 in Mannheim; † 22. Juli 2010 in Neuss) war ein deutscher Fußballspieler.

## Karriere
Gramminger begann 17-jährig beim Mannheimer Stadtteilverein VfL Neckarau mit dem Fußballspielen und blieb ihm drei Jahre treu, bevor er im Januar 1947 zum Kölner BC 01 wechselte. Nach Abschluss der Rückrunde kehrte er nach Neckarau zurück und spielte nunmehr für die erste Mannschaft in der Oberliga Süd, in die sie mit Saisonbeginn 1947/48 erstmals aufgestiegen war. Nach nur einer Saison stieg er mit der Mannschaft in die Landesliga Baden ab.
Nach zwei Spielzeiten gelang der Wiederaufstieg in die Oberliga Süd und auch die Klasse konnte mit Platz 11 gehalten werden. Mit dem erneuten Abstieg in der Folgesaison als Tabellenletzter verließ er den Verein.
Von 1952 bis 1958 war er für Fortuna Düsseldorf in der Oberliga West in 146 Punktspielen aktiv, in denen er 49 Tore erzielte. Seine Premierensaison schloss er mit seiner Mannschaft als Neuntplatzierter ab, wobei der sechste Platz, 1954/55, 1955/56 und 1956/57, die beste Platzierung war. Sein wohl bestes Spiel für die Fortuna, bei der in jenen Jahren Toni Turek, der „Fußballgott“ und Weltmeister von 1954, das Tor hütete, bestritt er zusammen mit dem Bruder Karl am 7. November 1954 beim fulminanten 7:2-Heimsieg gegen den FC Schalke 04: „25.000 Zuschauer bestaunten eine ‚Gramminger-Gala‘“, als die „entfesselt stürmenden Zwillinge […] an jenem trüben Herbstsonntag alle Tore“ erzielten.
Während seiner Vereinszugehörigkeit kam er auch im DFB-Pokal-Wettbewerb zum Einsatz; 1956 wurde er im Halbfinale bei der 1:2-Niederlage gegen den Hamburger SV eingesetzt. 1957 kam er erneut im Halbfinale gegen den Hamburger SV zum Einsatz; diesmal gewann Fortuna Düsseldorf mit 1:0. Das im Augsburger Rosenaustadion am 29. Dezember 1957 ausgetragene Finale wurde gegen den FC Bayern München durch das von Rudolf Jobst in der 77. Minute erzielte Tor mit 0:1 verloren.
Zum Abschluss seiner Fußballerkarriere bestritt er von 1958 bis 1961 Punktspiele für Bayer 04 Leverkusen in der 2. Oberliga West.
Im Gegensatz zu seinem Bruder Karl, der später nach Baden-Württemberg zurückkehrte, blieb Martin im Westen und war als Trainer beim VfL Benrath und VfR Neuss tätig, wo er sich auch häuslich niederließ.

## Erfolge
- DFB-Pokal-Finalist 1957

## Sonstiges
Martin ist der eineiige Zwilling von Karl Gramminger, der ein Jahr nach ihm beim VfL Neckarau mit dem Fußballspielen begann und ansonsten denselben Karriereverlauf nahm wie er, jedoch fünf Jahre vor ihm verstarb.